# Сьюзен і Бог
Сьюзен і Бог (англ. Susan and God) — американська комедійна драма режисера Джорджа Кьюкора 1940 року.

## Сюжет
Баррі Трексел разом із дочкою поспішає у морський порт, щоб зустріти дружину Сьюзен — світську левицю, яка повертається з Європи. Але біля трапа корабля чоловік дізнається, що дружина зійшла в декількох милях від порту, щоб провідати свою подругу Ірен Баррос.
Відвідування Європи дивно подіяло на молоду жінку — вона несподівано увірувала в новий релігійний рух «Ближче до бога» і вирішила кардинально змінити своє життя. Сьюзен вирішує розлучитися з чоловіком, який неабияк пристрастився до алкоголю, відправити дочку в інтернат і присвятити всю себе поширенню нових істин про всеосяжну любов. Але кипуча пропагандистська діяльність не приносить позитивних результатів.

## У ролях
- Джоан Кроуфорд — Сьюзен
- Фредрік Марч — Баррі Трексел
- Рут Хассі — Шарлотта
- Джон Керролл — Клод
- Ріта Хейворт — Леонора
- Найджел Брюс — Хатчі
- Брюс Кебот — Майкл
- Роуз Хобарт — Ірен Баррос
- Констанс Кольєр — леді Вігстафф
- Ріта Куіглі — Блоссом
- Глорія ДеХейвен — Енід
- Річард Крейн — Боб
- Норма Мітчелл — Пейдж
- Марджорі Майн — Мері
- Олдріч Баукер — Патрік